# Gówno artysty
Gówno artysty (wł. Merda d’artista) – dzieło sztuki konceptualnej, autorstwa włoskiego artysty konceptualnego Piera Manzoniego, którego inspiracją były prace Marcela Duchampa.

## Kulisy powstania dzieła, jego wartość i zawartość
Twoja praca to gówno – podobno ta krytyczna wypowiedź ojca włoskiego artysty Piera Manzoniego nasunęła mu pomysł nowego dzieła sztuki. W odpowiedzi na tę zniewagę, w maju 1961 roku Manzoni zapakował swoje odchody do 90 ponumerowanych puszek. Każda zawierała po 30 gramów ekskrementów i była opatrzona etykietą z nazwą Gówno artysty (w języku włoskim, angielskim, francuskim i niemieckim), przy czym cały opis puszki brzmiał:

Gówno artysty
Zawartość netto 30 g
Zachowane w stanie świeżości
Wyprodukowano i zakonserwowano
w maju 1961

Należy zauważyć, że był to okres w twórczości Manzoniego, w którym tworzył on prace ukazujące związki, jakie zachodzą pomiędzy procesem tworzenia sztuki a tym, co tworzy i produkuje ludzki organizm; np. jedną z jego prac pochodzącą z tego okresu był Oddech artysty („Fiato d’Artista”) – seria balonów wypełnionych oddechem Manzoniego.
W późniejszym wywiadzie, jeden ze współpracowników Manzoniego, Agostino Bonalumi, twierdził, że w rzeczywistości puszki nie zawierają odchodów, lecz tynk; natomiast dziewczyna Manzoniego, Nanda Vigo, która pomagała mu je produkować, stanowczo twierdziła, że naprawdę były to odchody. Wypowiedź Vigo była jednak kwestionowana przez brata i siostrę Manzoniego. Marszand z Blu Gallery w Mediolanie także twierdził, że czuł wyraźny zapach kału emanujący z puszki.
W 1961 Manzoni sprzedawał je za cenę ich wagi w złocie (wówczas ok. 37 dolarów za sztukę, cena wahała się w zależności od rynku). Ich obecną wartość można wycenić na ok. 30 500 euro (25 000–35 000 dolarów lub ok. 120 000 złotych).
W późniejszym czasie pojawiły się nieudokumentowane pogłoski, jakoby w wyniku wewnętrznego ciśnienia i postępującej korozji metalu, część puszek eksplodowała lub zaczęła przeciekać.

## Kontrowersje
Dzieło wywołało gorącą dyskusję, trwającą praktycznie do dziś, na temat granicy sztuki i dobrego smaku.
Na łamach prasy ukazało się wiele artykułów krytycznych. Oprócz artykułów szokujących sensacją (Tate Gallery ceni wyżej ekskrementy niż złoto) ukazało się wiele artykułów zadających pytania o kondycję sztuki, moralność artysty (lub jej brak) i granicę sztuki, poza którą nie należy się już dalej posuwać (artykuły w rodzaju: Merda d’artista, czy też może ta sztuka jest po prostu gówno warta).